# Formiguer fluvial del Magdalena
El formiguer fluvial del Magdalena (Sipia palliata) és una espècie d'ocell de la família dels tamnofílids (Thamnophilidae).

## Hàbitat i distribució
Habita el sotabosc de la selva humida i densa vegetació secundària de les terres baixes del nord de Colòmbia i nord-oest de Veneçuela.